# ЛГБТ права в България
ЛГБТ (лесбийки, гейове, бисексуални, трансполови) хора  в България могат да срещнат трудности в ежедневието си, често породени от неблагоприятни обществени нагласи или липси в правната и институционална рамка. 
Хомосексуалността при пълнолетните в България е декриминализирана от 1968 г., но Конституцията забранява сключването на еднополови бракове и законодателството не предвижда друга форма на регистриране на еднополови връзки. 
Трансполовостта не се преследва от закона, но промяната на пола в актовете за гражданско състояние е обявена за недопустима през 2023 г.
Както повечето страни от Централна и Източна Европа, които са в преход, България е социално консервативна и хомосексуалността често се приема за тема табу.

## Закони срещу хомосексуалността

### Средновековна България
Няма сведения за закони срещу хомосексуалните актове в средновековна България. Първите закони, създадени от хан Крум, не включват наказания срещу хомосексуалните двойки. Въпреки това се смята, че след покръстването на българите хомосексуалността започва да бъде заклеймявана от обществото като противоречаща на християнския морал.

### В Османската империя
След завладяването на България от османските турци българите попадат в ислямска държава, строго подчинена на шериата, която наказва хомосексуалните актове между мъже според повелите на Корана. Въпреки това е известно, че някои турски султани са имали хомосексуално поведение.
Независимо от преобладаващия брой мюсюлмани в империята турските власти легализират хомосексуалните актове между мъже през 1858 г. Това е първият известен случай на официално декриминализране на такива дейности по българските земи. Въпреки това след Освобождението хомосексуалните актове отново са криминализирани за близо още столетие.

### 1878 – 1968 г.
Хомосексуалният акт между мъже е обявен за престъпление на 1 май 1896 г., когато се изготвят новите закони. Той предвижда 6 месеца затвор за хомосексуални мъже над 16 години. Тази присъда е увеличена на 3 години на 13 май 1951 г.

### Юли 1964 г.
През юли 1964 г. българските власти арестуват 26 мъже, заподозрени в хомосексуални актове. Сред тях са и обичаните сред българското общество Георги Парцалев и Емил Димитров. Тази случка предизвиква масови антизападни настроения.
По-късно, през 1966 г., се съобщава, че хомосексуалността ще бъде легализирана в цяла България. Две години по-късно, на 1 май 1968 г., хомосексуалните актове официално са декриминализирани.

### След 1989 г.
След падането на социалистическия режим в България се заражда ЛГБТ движение за равноправие. Най-голямата стъпка, направена през 90-те години на XX век, е създаването на Българската гей организация „Джемини“ през 1992 г. Тя функционира до 2010 г. БГО „Джемини“ бързо набира популярност и играе важна роля за редица законодателни промени, засягащи ЛГБТ хора, например Закона за дискриминацията.
В страната отварят редица гей заведения, главно в София и Пловдив.
От 2004 г. насам се провежда Sofia LGBTI Community Art Fest, където в рамките на една седмица се показват творби на ЛГБТ младежи, също така се провеждат конференции и лекции с родители на деца с нетрадиционна секусална ориентация или полова идентичност, също така и на интерсексуални деца.
От 2008 г. ежегодно се организира Sofia Pride, в който участват множество ЛГБТ хора, както и значителен брой подкрепящи равните права либералисти. Мероприятието се подкрепя от Зелено движение и Демократична България.
От 2024 г. се организира Varna queer fest, който е първото по рода си събитие извън София, на него през Юни ЛГБТ хората в района могат да посетят множество събития.

## Закони срещу дискриминация
Закони, които защитават хомосексуалните от дискриминация, насилие и обиди, съществуват от 2003 г. През 2015 г. се забранява и дискриминацията на транссексуалните.

## ЛГБТ организации и активизъм в България
Младежка ЛГБТ организация „Действие“ е най-голямата по рода си неправителствена организация, сформирана в началото на 2010 г. Нейните основни цели са предоставяне на помощ и подкрепа за млади хомосексуални, бисексуални и трансполови хора, развитие на самоуверена ЛГБТ общност и борба срещу хомофобията и необразоваността в обществото. От май 2012 г. „Действие“ е регистрирана като сдружение с идеална цел. Провежда също така групи за взаимопомощ.
Ресурсен център „Билитис“ е организация с лесбийско-феминистка идентичност, която се бори за равноправие както на сексуалните, така и на всички други малцинства в страната.
Gay and Lesbian Accepted Society (GLAS) Foundation Bulgaria е неправителствена организация, която се занимава с ЛГБТ активизъм. Провежда редица социални експерименти и проекти, свързани с увеличаване на толерантността на обществото към сексуалните малцинства.
ЛГБТ Пловдив е местна неправителствена организация, действаща в Пловдив и региона. Занимава се с правата на ЛГБТ хората, дискриминацията и насилието срещу тях.
Фондация "Поглед" е другата неправителствана организация в Пловдив. Занимават се с Правата на ЛГБТ хората
Queer Varna е първата ЛГБТИ+ гражданска организация във Варна, тяхната мисия е да защитават правата на хомосексуалните и да създават безопасни пространства за хомосексуалната общност в техния град.

### Гей живот и култура
По-голямата част от ЛГБТ активизма е центриран в София, Пловдив и Варна. Ежегодно в столицата се провежда „София прайд“ и „София прайд фест“, включващ прожекция на филми на ЛГБТ тематика. Съществуват редица заведения, които са приятелски настроени към ЛГБТ обществото, клубове, гей сауни, гей салони за красота. През последните две години във Варна се провежда "Varna queer fest", включващ множество събития за ЛГБТ обществото през целия месец Юни.
Значително гей общество живее и в Пловдив, където голяма част от гей живота е концентриран в творческия квартал Капана. Там се намира гей клубът на града и се провеждат ЛГБТ мероприятия. През септември 2016 г. градът става свидетел на едно от първите шоута на драг-кралици в страната.

#### Гей туризъм
През последното десетилетие се наблюдава засилен интерес към гей туризма. Дестинации са Пловдив, Банско и градовете по Черноморието, измежду които Слънчев бряг.

## Еднополови бракове
От 1991 г. Конституцията определя брака като „съюз между мъж и жена“, като така забранява еднополовите бракове.
На въпроса дали гей двойките ще могат да сключват брак и да осиновяват деца, бившият министър-председател Бойко Борисов отговаря: „За да се случи нещо подобно, обществото трябва да бъде готово за това.“

## Обществено мнение
Проучване от 2002 г. показва, че 37% от българите смятат, че хомосексуалността трябва да бъде приета от обществото, нараствайки на 39% през 2007 г. Интервюирани са 500 души, поради което извадката не е представителна .
Статистика от 2006 г. показва, че приблизително 12% от българите подкрепят еднополовите бракове, а 70% са против тази идея.
Толерантността постепенно започва да надделява за сметка на обичайния консерватизъм. През 2007 г. 42,4% от запитаните българи заявяват, че не биха желали да имат колега/приятел, който не е хетеросексуален. Този процент обаче спада до 38% през 2012 г. и 31% през 2014 г.
Като цяло обществото е по-склонно да приеме лесбийките за разлика от гейовете, трансгендър хората и други членове на обществото. 26% от анкетираните работодатели заявяват, че не биха наели лесбийка.
Проучване през 2008 г. в 15 училища в София, Пловдив и Варна, огласено от „Джемини“, показва, че 1,8% от учениците между 15 и 19-годишна възраст са хомосексуални, а 10,5% са бисексуални. Категорично отказват да седят с хомосексуален съученик 29% от учениците, а 5% заявяват, че са готови да го тормозят, защото е гей. 39% от попитаните казват, че биха го защитили, ако това няма да им създаде проблеми.

## Обобщаваща таблица
| Сексуалната активност между жени е законна | (От 1968 г.) |
| Сексуалната активност между мъже е законна | (От 1968 г.) |
| Равна възраст за съгласие (14) | Yes |
| Право за изразяване на чувства публично | Yes |
| Право за изразяване на половата идентичност | Yes |
| Законен достъп до единични, неутрални по отношение на пола тоалетни | Yes |
| Трансджендър хората имат право да използват тоалетни и други сегрегирани по пол пространства, съответстващи на тяхната полова идентичност | |
| Гейове, бисексуални мъже и транс жени имат право да даряват кръв и плазма | Yes |
| Женските сексуални партньорки на мъже, които правят секс с мъже, имат право да даряват кръв и плазма | Yes |
| Гейовете и бисексуалните мъже имат право да даряват сперма | Yes |
| Гейовете и бисексуалните мъже имат право да даряват органи и стволови клетки | Yes |
| Трансджендър хората имат право да участват в спорта, който отразява тяхната полова идентичност | No |
| Разрешаване на транс жени да излежават присъда в женски затвори | No |
| ЛГБТ лицата имат право да служат открито в правителството, включително в правоохранителните органи | Yes |
| Лесбийки, гейове и бисексуални имат право открито да служат в армията | (От 2004 г.) |
| Трансвеститите имат право открито да служат в армията | |
| Трансджендър хората имат право открито да служат в армията | No |
| Интерсексуалните хора имат право открито да служат в армията | No |
| Признаване на еднополови двойки като фактически двойки | No |
| Признаване на еднополови двойки като граждански партньорства | No |
| Граждански съюзи между лица от един и същи пол | No |
| Граждански еднополови бракове | (Конституционна забрана от 1991 г.) |
| Признаване на еднополови бракове, сключени в чужбина | / (Един еднополов брак беше признат през 2019 г., но само за целите на пребиваването) |
| Религиозни еднополови бракове | No |
| Приемна грижа от необвързани ЛГБТ лица и еднополови двойки | / (Само за необвързани ЛГБТ лица) |
| Осиновяване от необвързани ЛГБТ лица | Yes |
| Осиновяване на доведено дете от еднополови двойки | No |
| Съвместно осиновяване от еднополови двойки | No |
| Достъп до изкуствено осеменяване/ин витро за лесбийски двойки | No |
| Алтруистично сурогатно майчинство за лесбийски двойки | No |
| Алтруистично сурогатно майчинство за гей двойки | No |
| Алтруистично сурогатно майчинство за транссексуални двойки | No |
| Комерсиално сурогатно майчинство за лесбийски двойки | No |
| Комерсиално сурогатно майчинство за гей двойки | No |
| Комерсиално сурогатно майчинство за транссексуални двойки | No |
| Автоматично родителство в актовете за раждане на деца от еднополови двойки | No |
| Повече от двама законни настойници | No |
| Публични документи с неутрално по отношение на пола родителство | No |
| „Неутрално“ или празно място относно пола в актовете за раждане | No |
| Медицински и пенсионни обезщетения за еднополови двойки | No |
| Родителски отпуск за еднополови двойки след осиновяване | No |
| Родителски отпуск за лесбийски двойки след раждане | No |
| Съпружески посещения в затвора за еднополови двойки | No |
| Самоопределение по полов признак | No |
| Право на промяна на официалното име | No |
| Възможност за промяна на официалното име без психиатрична или психологическа оценка | No |
| Право на промяна на законния пол | (От 2023 г.) |
| Възможност за промяна на законния пол без психиатрична или психологическа оценка | No |
| Възможност за промяна на законния пол без одобрение от съда | No |
| Възможност за промяна на законния пол без стерилизация | No |
| Възможност за промяна на законния пол без операция | No |
| Възможност за промяна на законния пол, без да се налага прекратяване на брака | No |
| Възможност за промяна на законния пол на непълнолетни | No |
| Право на хирургическа промяна на пола | Yes |
| Хирургично потвърждаване на пола, блокери на пубертета, хормонозаместителна терапия и други здравни грижи, свързани с прехода за транссексуални хора, които трябва да бъдат покрити от здравното осигуряване                                                                     | No |
| Правно признаване на небинарен пол | No |
| Опция за трети пол за интерсексуални лица в актовете за раждане | No |
| Закони против дискриминация в болниците основана на сексуална ориентация | (От 2004 г.) |
| Закони против дискриминация в болниците основана на полова идентичност | (От 2015 г.) |
| Закони против дискриминация в здравното осигуряване основана на сексуална ориентация | (От 2004 г.) |
| Закони против дискриминация в здравното осигуряване основана на полова идентичност | (От 2015 г.) |
| Закони против дискриминация при предоставянето на стоки и услуги основана на сексуална ориентация | (От 2004 г.) |
| Закони против дискриминация при предоставянето на стоки и услуги основата на полова идентичност | (От 2015 г.) |
| Закони против дискриминация в жилищното настаняване основана на сексуална ориентация | (От 2004 г.) |
| Закони против дискриминация в жилищното настаняване основана на полова идентичност | (От 2015 г.) |
| Закони против дискриминация в областта на заетостта основана на сексуална ориентация | (От 2004 г.) |
| Закони против дискриминация в областта на заетостта основана на полова идентичност | (От 2015 г.) |
| Закони против дискриминация в училищата и университетите основана на сексуална ориентация | / (През 2024 г. в ЗПУО бяха приети промени, които предизвикаха сериозен дебат и критики. Според тези промени, в системата на предучилищното и училищното образование се забранява "пропаганда, популяризиране или подстрекаване на идеи и възгледи, свързани с нетрадиционна сексуална ориентация и/или определяне на полова идентичност, различна от биологичната".) |
| Закони против дискриминация в училищата и университетите основана на полова идентичност | / (През 2024 г. в ЗПУО бяха приети промени, които предизвикаха сериозен дебат и критики. Според тези промени, в системата на предучилищното и училищното образование се забранява "пропаганда, популяризиране или подстрекаване на идеи и възгледи, свързани с нетрадиционна сексуална ориентация и/или определяне на полова идентичност, различна от биологичната".) |
| Закони против дискриминация в приютите за бездомни основана на сексуална ориентация | (От 2004 г.) |
| Закони против дискриминация в приютите за бездомни основана на полова идентичност | (От 2015 г.) |
| Закони против дискриминация в медиите основана на сексуална ориентация | (От 2004 г.) |
| Закони против дискриминация в медиите основана на полова идентичност | (От 2015 г.) |
| Закони против дискриминация, основана на полови характеристики за интерсексуални лица във всички области | No |
| Закони против дискриминация на ЛГБТИ общността при осиновяване, попечителство и право на посещение | No |
| Закони против дискриминация на ЛГБТИ лицата в затворите, затворите за непълнолетни и центровете за задържане на имиграционните лица, включително, но не само, транссексуални лица, които трябва да бъдат настанени според половата си идентичност и покритие на преходните грижи | No |
| Закон срещу речта на омразата, основана на сексуална ориентация | (От 2004 г.) |
| Закон срещу речта на омразата, основана на полова идентичност | (От 2015 г.) |
| Закон срещу тормоза над ЛГБТИ в училищата и университетите | No |
| Трансджендър жените са защитени от Закона за домашното насилие | |
| Законите за престъпленията от омраза включват сексуалната ориентация | (От 2023 г.) |
| Законите за престъпленията от омраза включват половата идентичност и изразяване | No |
| Законите за престъпленията от омраза включват интерсексуални лица | No |
| Хомосексуалността е декласифицирана като болест | (От 2005 г.) |
| Трансвестизмът е декласифициран като болест | No |
| Трансджендър идентичността е декласифицирана като болест | No |
| Интерсексуалните полови характеристики са декласифицирани като физическа деформация | No |
| Конверсионната терапия е забранена за непълнолетни | No |
| Конверсионната терапия е забранена за възрастни | No |
| Интерсексуалните непълнолетни са защитени от инвазивни хирургични процедури | No |
| Сексуалната ориентация е разрешена като основание за убежище | Yes |
| Половата идентичност е разрешена като основание за убежище | Yes |
| Забрана за депортиране на ЛГБТ имигранти обратно в страни със смъртно наказание за хомосексуалност/транссексуалност | Yes |
| ЛГБТИ образование | No |
| Месецът на гордостта е отбелязан/признат | No |
| Българското преброяване отчита броя на лесбийките, гейовете, бисексуалните и транссексуалните хора и признава небинарен пол или интерсексуална опция | No |